# Walter Albuquerque Mello
Walter Albuquerque Mello (Salvador, 5 de novembro de 1928) é um arquivista. Ele é o idealizador do  Arquivo Público do Distrito Federal,  e um dos criadores do Festival de Brasília do Cinema Brasileiro, trabalho pelo qual recebeu o Troféu Candango, em 2013, e a medalha Paulo Emílio Salles Gomes em 2018.
Em 1971, foi membro do júri no  21º Festival de Berlim. Em 1997, tornou-se Cidadão Honorário de Brasília.